# Пенка Кадиева
Пенка Кадиева е български музикален педагог, професор.

## Биография
Родена е през 1938 г. Започва творческия си път като специализант на проф. д-р Стоян Джуджев. Въвежда нова тематична област: връзката на музикалнотеорстичното познание и фолклора. Дисертационният ѝ труд „Специфика на музикално-мисловната дейност на народния инструменталист“ разглежда проблема от неортодоксална гледна точка. През 1964 г. постъпва в държавното издателство „Наука и изкуство“ като музикален редактор в редакция „Учебници за БДК и СМУ“. От 1969 г., след спечелен конкурс, е назначена за редовен преподавател, от 1986 г. е доцент, а от 1995 г. – професор по солфеж с хабилитационен труд „Музикалният слух и съвременната музика“ (1996). Тя с сред първите теоретици и педагози, които се обръщат към изучаването на съвременната музика в областта на солфежа. Умира през 2015 г.
Авторка е на студиите „За някои особености във формообразуването на народните инструментални мелодии“ (1976) и „Вариантността като организиращ принцип на музикалномисловната дейност на народния инструменталист“ (1984), „Музикалнотворческите задачи и ролята им за формирането на професионалния музикален слух“. Издава сборниците „Солфежирането с акомпанимент на пиано като основа за развитието на музикалния слух при съвременната музика“ (1995) и „Солфежи с акомпанимент на пиано от съвременни композитори“ (2002), а през 1996 г. издава книгата „Музикалният слух и съвременната музика“.